# Nijazi Dziapszypa
Nijazbiej (Nijazi) Aleksandrowicz Dziapszypa, ros. Ниязбей (Ниязи) Александрович Дзяпшипа, gruz. ნიაზი ძიაფშიფა, Niazi Dziapszipa (ur. 14 listopada 1927 w Oczamczyrze, zm. 5 stycznia 1993 w Tbilisi) – abchaski piłkarz, grający na pozycji obrońcy, trener piłkarski.

## Kariera piłkarska

### Kariera klubowa
Był potomkiem abchaskiej rodziny książęcej Dziapsz-Ipa. W 1943 roku rozpoczął karierę piłkarską w miejscowej drużynie Dinamo Oczamczyra. W 1945 został piłkarzem Dinama Suchumi, a w 1946 roku przeniósł się do Dinama Tbilisi, w którym występował do zakończenia kariery piłkarskiej w 1958.

## Kariera trenerska
Po zakończeniu kariery piłkarskiej rozpoczął pracę szkoleniową. Od 1959 do 1960 szkolił juniorskie drużyny Gruzińskiej SRR. Potem pomagał trenować drugoligowe kluby Dinamo Suchumi, Rica Suchumi i Kolchida Poti. W latach 1969–1970 pracował jako drugi trener w Dinamo Tbilisi.
Zmarł 5 stycznia 1993 w Tbilisi i został pochowany na tamtejszym cmentarzu.

## Sukcesy i odznaczenia

### Sukcesy klubowe
- wicemistrz ZSRR: 1951
- brązowy medalista mistrzostw ZSRR: 1947, 1950

### Sukcesy indywidualne
- wybrany do listy 33 najlepszych piłkarzy ZSRR: Nr 2 (1952), Nr 3 (1948, 1949, 1951)

### Odznaczenia
- tytuł Mistrza Sportu ZSRR
- tytuł Zasłużonego Mistrza Sportu ZSRR: 1952
- tytuł Zasłużonego Trenera Gruzińskiej SRR: 1976
- Order „Znak Honoru”: 1957